# Hans-Ulrich von Oertzen
Hans-Ulrich von Oertzen (n. Berlín, 6 de marzo de 1915 - f. Bendlersblock; 21 de julio de 1944) fue un militar alemán con el rango de mayor de la Wehrmacht perteneciente a la nobleza alemana que participó activamente en el desarrollo del Plan Valquiria contra Hitler durante la Segunda Guerra Mundial.

## Biografía
Hans-Ulrich von Oertzen nació en Berlín, era el segundo de dos hermanos y  era hijo de un oficial del Ejército imperial que murió en combate en la Primera Guerra Mundial.  Su madre crio a ambos hijos en la finca de su hermano en Mecklemburgo.
Hizo sus estudios básicos en el Salem am Bodensee Schule.
Ingresó al Reichswehr en 1934 como cadete y se formó como un oficial de Estado Mayor en la Academia Superior de Guerra de Berlín terminando su formación con el grado de Mayor de Ejército.
Durante el desarrollo de la Operación Barbarroja durante la invasión a la Unión Soviética, fue oficial de Estado Mayor del Grupo de Ejércitos Centro junto a Henning von Tresckow, un oficial líder de la resistencia militar hacía Hitler. En marzo de 1943, participó en el fallido atentado de la bomba barométrica al avión de Hitler.  Von Oertzen fue un oficial muy cercano a Tresckow y por medio de él conoció a Claus von Stauffenberg, futuro complotador contra Hitler.
Ese mismo año, von Oertzen elaboró un plan para asesinar a Hitler basándose en el Plan Walküre elaborado originalmente para el mantenimiento del poder y la continuidad del gobierno y movilización de unidades en caso de que Hitler fuera depuesto del poder y mantenido en los archivos secretos de los cuarteles del Ejército de Reserva.
El Plan Walküre se modificó para tomar el control de las ciudades alemanas, los enclaves de las SS en Alemania y Francia, y derrocar a los líderes nazis de la cúpula del poder.
El 26 de marzo se casó con  Ingrid Langenn con quien había compartido una abundante correspondencia epistolar.

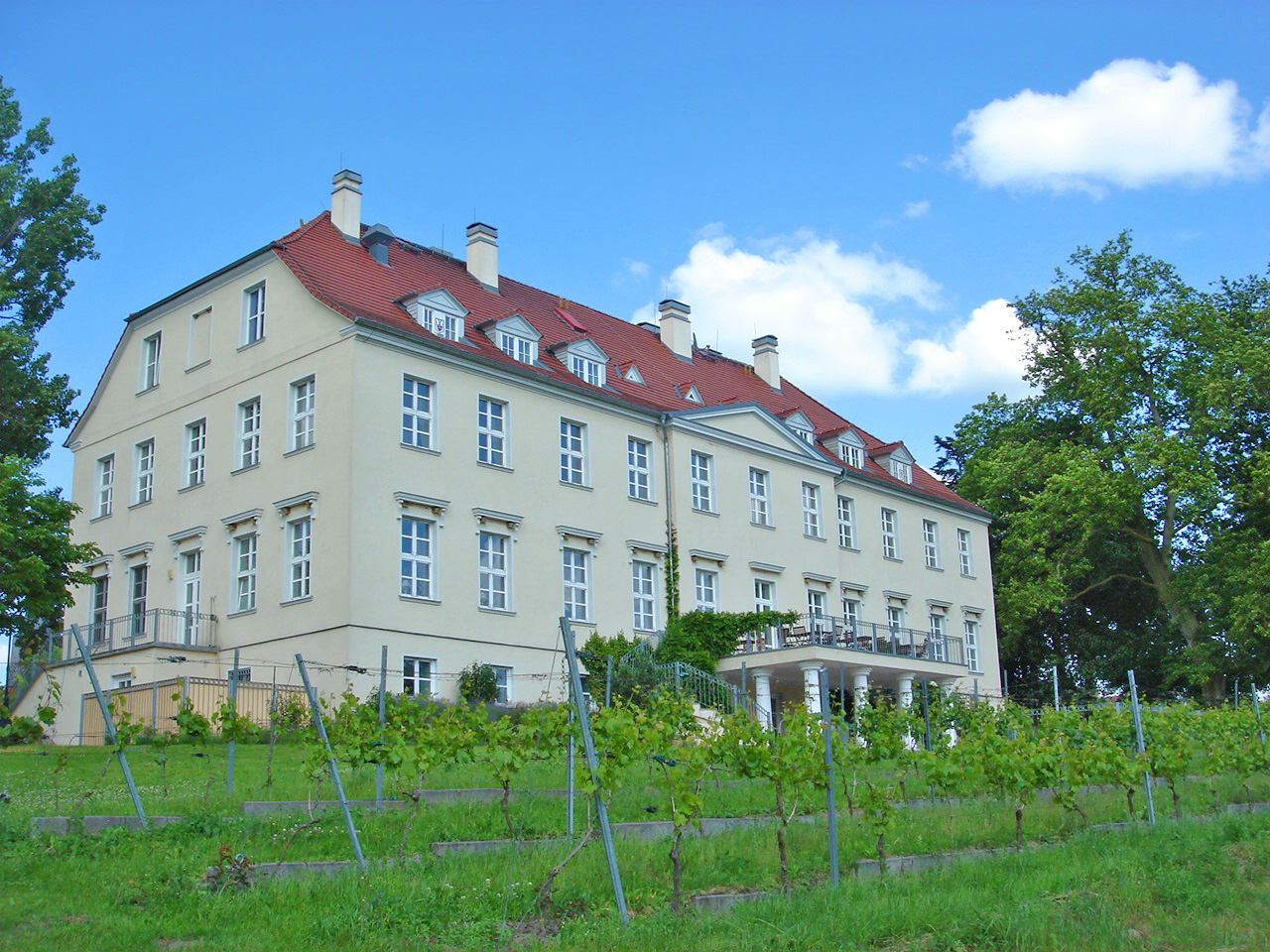
Casa de crianza de Hans-Ulrich von Oertzen en Mecklemburgo

Fracasado el  Putsch contra Hitler, von Oertzen en un primer momento no fue incluido como sospechoso principal,  pero un secretario del Bendlerblock, del Distrito Militar del Comando III en Berlín,  (cuartel del Ejército de Reserva) declaró a la Gestapo que había visto a von Oertzen junto a Stauffenberg cuando volvió desde Wolfsschanze el mismo día 20.  
Ante el arresto inmminente, von Oertzen procedió a retirarse a una defensa antiaérea y detonó una granada de mano, esta solo le voló la mano; con las energías restantes activó una segunda granada y completó el suicidio. Los restos fueron inhumados en el cementerio de Berlín-Wilmersdorf.
Philipp von Boeselager uno de los pocos sobrevivientes del complot militar contra Hitler en 1944, declaró:

-"Cuando uno piensa en la resistencia militar, inmediatamente vienen a la mente los nombres de Tresckow, Stauffenberg, y su valiente resistencia. Pero sin hombres como Hans-Ulrich von Oertzen en la planificación de lo que sería el asesinato de Hitler,  este hecho hubiera sido imposible de realizar."-